# Ordinszkoje
Ordinszkoje (oroszul: Ордынское) városi jellegű település Oroszország ázsiai részén, a Novoszibirszki területen; az Ordinszkojei járás székhelye.
Népessége: 10 256 fő (a 2010. évi népszámláláskor).

## Elhelyezkedése
Novoszibirszktől 120 km-re délnyugatra, az Obon kialakított Novoszibirszki víztározóba ömlő Orda folyó torkolatánál helyezkedik el. Neve a folyó nevéből származik. A településen át vezet a Novoszibirszk–Barnaul közötti R380 (P380) jelű főút.

## Története
1721-ben alapították az Orda akkori torkolatánál. 1925-ben lett az akkor megalakított járás székhelye. A víztározó építésekor, 1956-ban a települést átköltöztették mai helyére. 1962-ben kapott városi jellegű település címet.